# تيموثي إس. جوردن
تيموثي إس. جوردن (بالإنجليزية: Timothy S. Jordan)‏ هو سياسي أمريكي، ولد في 21 ديسمبر 1827. حزبياً، نشط في الحزب الجمهوري. وقد انتخب عضو جمعية ولاية ويسكونسن.